# African Methodist Episcopal Zion Church

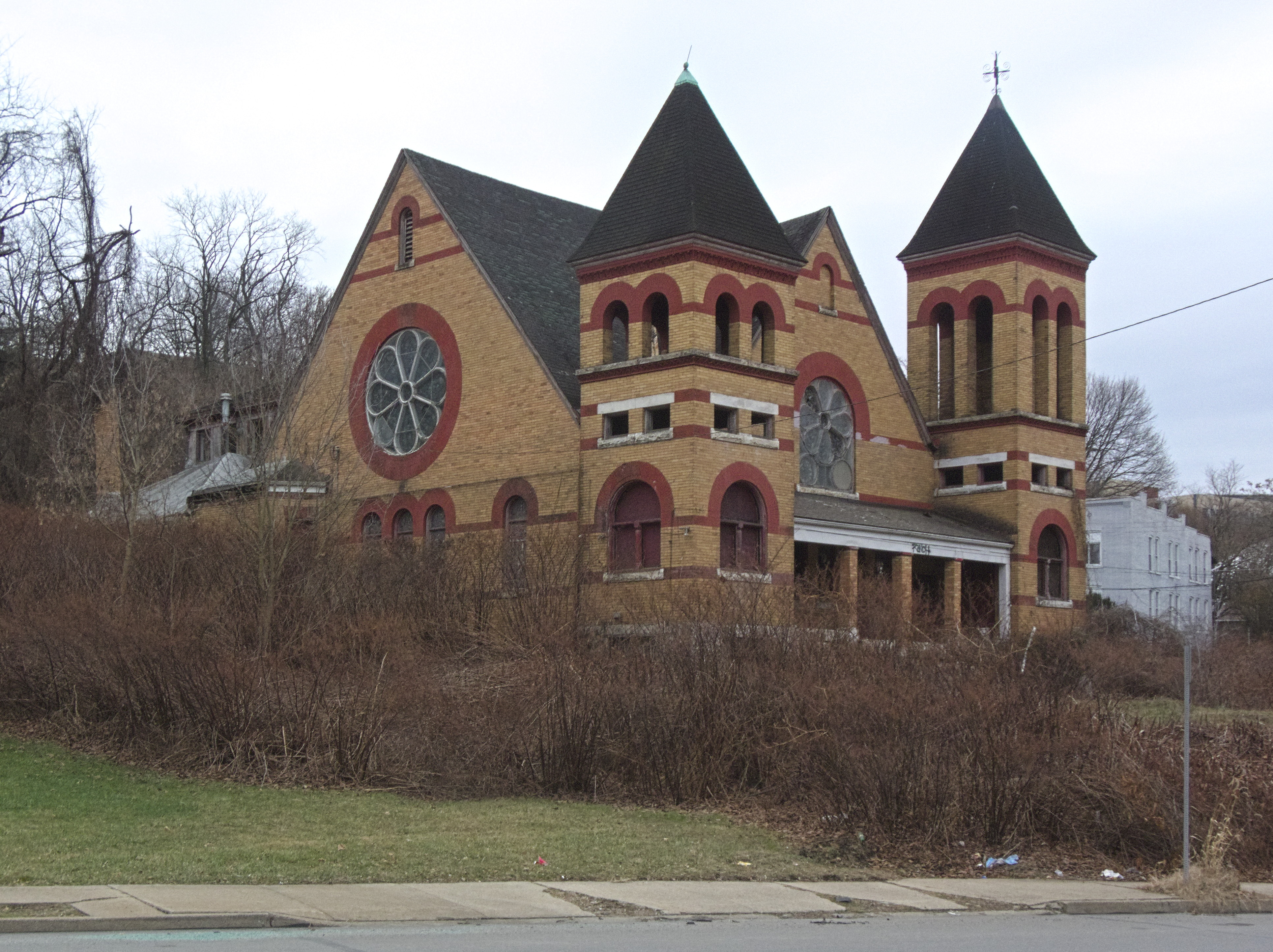
Chiesa Episcopale Metodista Africana John Wesley

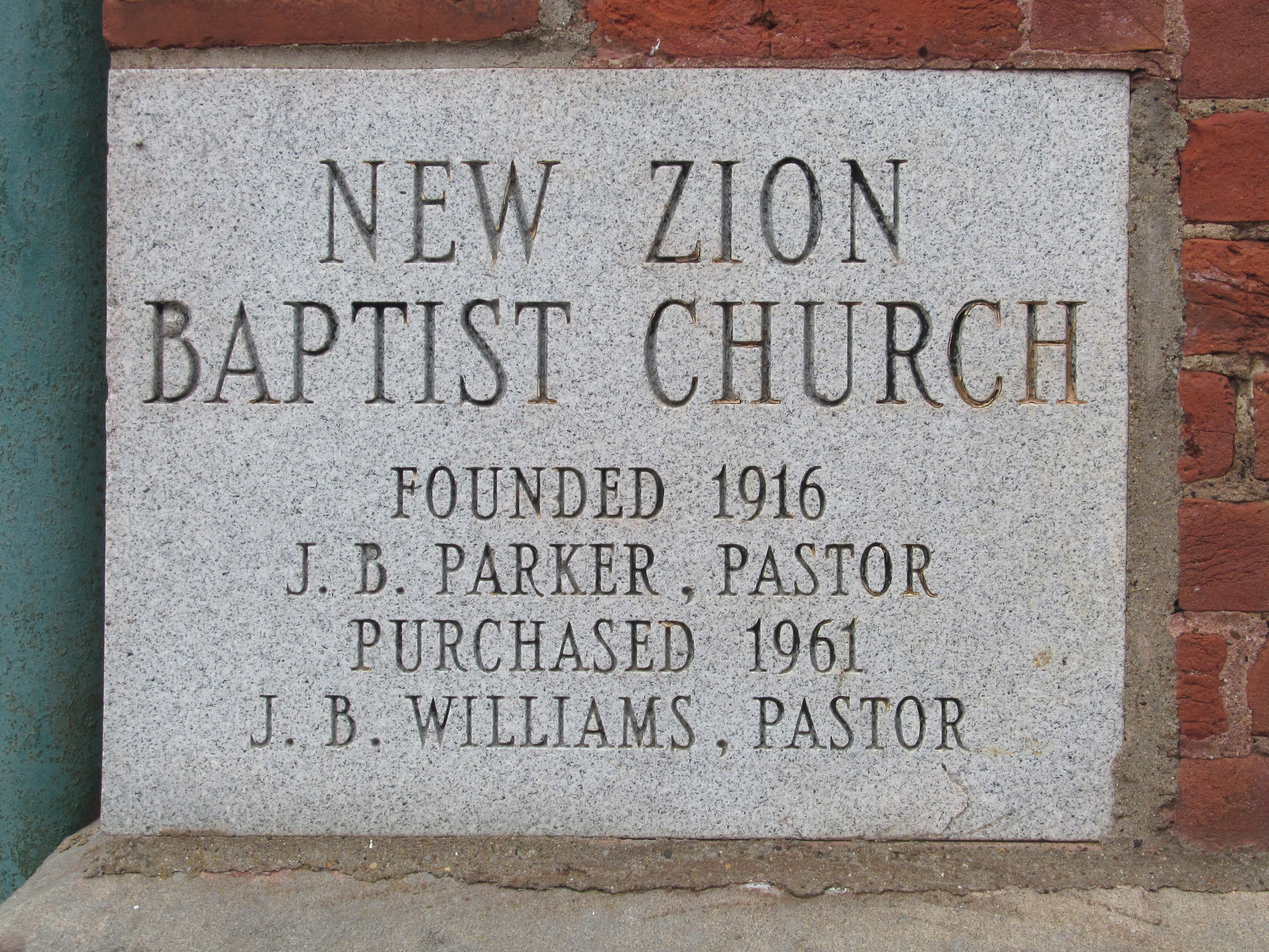
Chiesa Episcopale Metodista, pietra angolare

L'African Methodist Episcopal Zion Church, o AME Zion Church (AMEZ), è una confessione cristiana storicamente afroamericana con sede negli Stati Uniti. Si è costituita ufficialmente nel 1821 a New York, ma operava già da diversi anni prima di allora. La Chiesa Episcopale Metodista Africana Zion aderisce alla Teologia wesleyano-arminiana.
La Chiesa AME Zion non deve essere confusa con la Chiesa episcopale metodista africana, dal nome simile, che fu costituita ufficialmente nel 1816 da Richard Allen e Daniel Coker a Filadelfia. La denominazione era costituita dalle chiese AME della regione di Filadelfia, compresi il Delaware e il New Jersey. Sebbene la Chiesa Episcopale Metodista Africana Zion sia stata fondata per garantire la parità di diritti agli afroamericani nel cristianesimo metodista, l'appartenenza alla chiesa è composta da persone di tutte le origini razziali.

## Storia
Le origini di questa chiesa si possono far risalire alla John Street Methodist Church di New York. A seguito di atti di discriminazione palese a New York, come i parrocchiani neri costretti a lasciare il culto, molti cristiani neri se ne andarono per formare le proprie chiese. La prima chiesa fondata dalla AME Zion Church fu costruita nel 1800 e fu chiamata Zion; uno dei fondatori fu William Hamilton, un importante oratore e abolizionista. Queste prime black churches appartenevano ancora alla denominazione della Methodist Episcopal Church, sebbene le comunità fossero indipendenti. Durante il Grande Risveglio, i Metodisti e i Battisti avevano accolto neri liberi e schiavi nelle loro congregazioni e come predicatori.
La nascente Chiesa di Sion crebbe e presto si svilupparono più chiese dalla prima congregazione. Queste chiese erano frequentate da fedeli neri, ma officiate da ministri metodisti ordinati bianchi. Nel 1820 sei di queste chiese si incontrarono per ordinare James Varick come anziano e nel 1821 fu nominato primo Sovrintendente generale della Chiesa AME Zion. All'interno della Chiesa metodista, controllata dai bianchi, infuriava un dibattito sull'accettazione dei ministri neri. Questo dibattito si concluse il 30 luglio 1822, quando James Varick fu ordinato come primo vescovo della Chiesa AME Zion, una nuova confessione indipendente. L'effettivo totale nel 1866 era di circa 42.000 persone. Due anni dopo, la chiesa contava 164.000 membri, in quanto era stata inviata dai missionari nel Sud dopo la Guerra Civile Americana per fondare nuove chiese con i liberti appena emancipati. La Chiesa AME Zion aveva fatto parte del movimento abolizionista e divenne nota come 'Chiesa della Libertà', perché associata al periodo successivo all'emancipazione degli schiavi.
Le Chiese nere erano parte integrante della costruzione di una comunità e dello sviluppo di una dirigenza tra i liberti del Sud, così come nelle comunità del Nord, come Auburn, NY. In seguito svolsero un ruolo sempre più potente nel Movimento per i diritti civili della metà del XX secolo. La Chiesa AME Zion rimase più piccola della Chiesa episcopale metodista africana (AME), una confessione nata a Filadelfia all'inizio del XIX secolo, perché alcuni dei suoi ministri non avevano l'autorità di celebrare matrimoni e molti dei suoi ministri evitavano ruoli politici. Le sue finanze erano deboli e in generale la sua gestione non era forte come quella della Chiesa AME. Tuttavia, fu leader tra tutte le denominazioni protestanti nell'ordinare le donne e nel conferire loro ruoli di potere nella Chiesa.
Un vescovo di spicco autorevole fu James Walker Hood (1831-1918) della Carolina del Nord. Non solo creò e promosse la sua rete di chiese AME Zion nella Carolina del Nord, ma fu anche il gran maestro per tutto il Sud della Massoneria Prince Hall, un'organizzazione fraterna nera secolare che rafforzò le forze politiche ed economiche all'interno della comunità nera. Il Seminario Teologico di Hood a Salisbury, nella Carolina del Nord, è intitolato a questo vescovo.
Il Movimento Wesleyano metodista e il Movimento di Santità si avvicinarono alla Chiesa AME Zion, con Julia A. J. Foote che, tra gli altri, predicò la dottrina dell'intera santificazione in tutti i pulpiti della Chiesa. Foote fu la prima donna ordinata come diacono all'interno della Chiesa nel 1894 e "nel 1899, fu ordinata come seconda donna principale nella sua confessione".
Nel 1924 Cameron Chesterfield Alleyne divenne il primo vescovo residente dell'Africa.

## Organizzazione

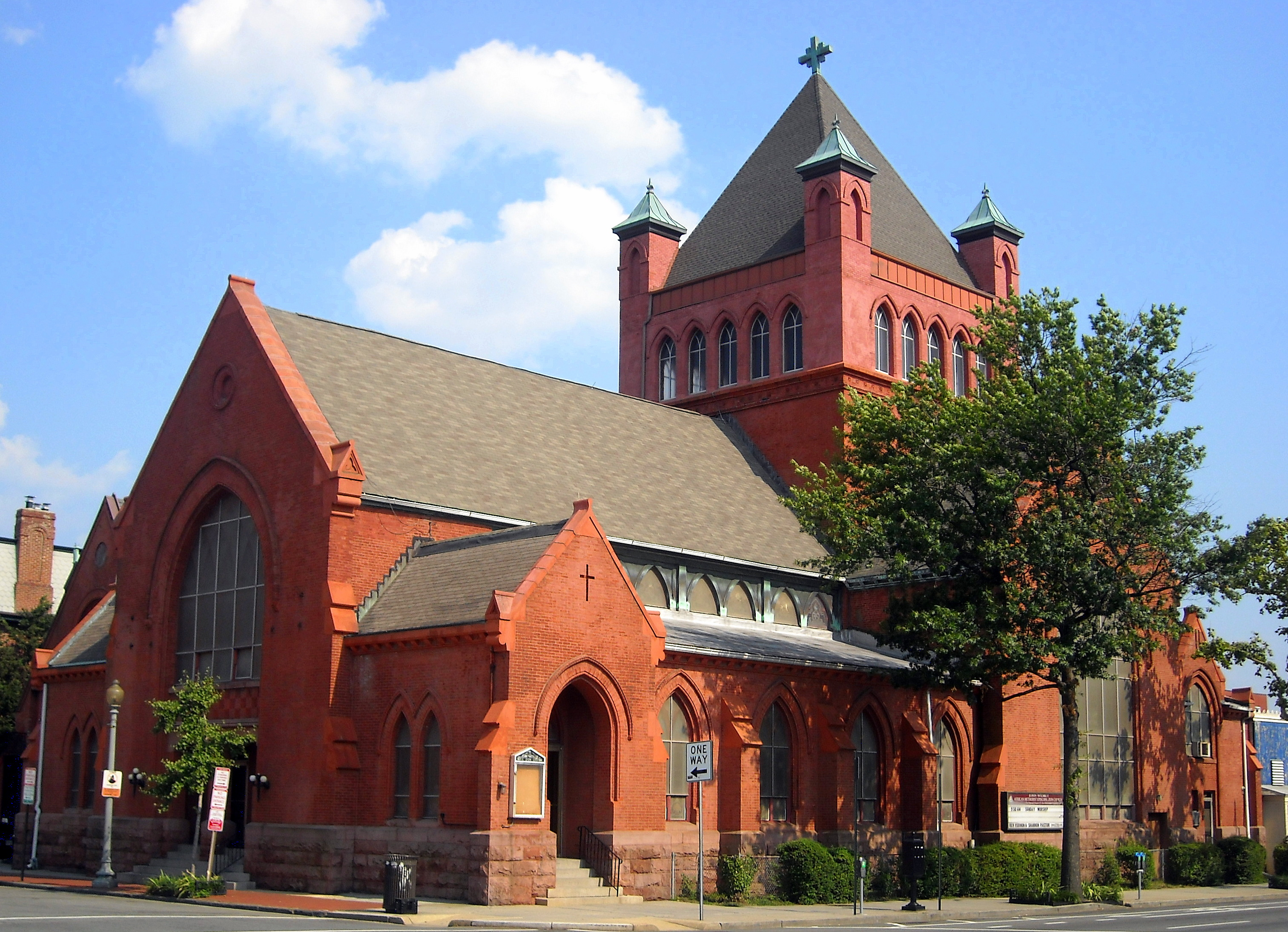
John Wesley AME Zion Church (fondata nel 1847), situata nel quartiere Logan Circle di Washington.

La Conferenza generale è l'organo amministrativo supremo della Chiesa. Tra un incontro e l'altro della Conferenza, la Chiesa è amministrata dal Consiglio dei Vescovi AMEZ. "Il Libro della Disciplina è lo strumento che definisce le leggi, il piano, la politica e il processo con cui la Chiesa AME Zion si autogoverna".
La confessione gestisce il Livingstone College di Salisbury, nella Carolina del Nord, e due scuole medie. Nel 1906 il dipartimento di studi religiosi del Livingstone College fu rinominato Seminario Teologico Hood, in onore dell'importante vescovo. Hood è rimasto un dipartimento del College fino al 2001.
Il 1º luglio 2001 il seminario iniziò ad operare indipendentemente dal college e nel marzo 2002 la Southern Association of Colleges and Schools (SACS), l'agenzia di accreditamento del college, riconobbe che il seminario era un'istituzione separata, sponsorizzata dalla Chiesa AME Zion indipendentemente dal college.
I missionari dell'AME Zion sono attivi in Nord e Sud America, in Africa e nella regione dei Caraibi. Nel 1998 la Chiesa AME Zion ha incaricato i reverendi Dwight B. e BeLinda P. Cannon di essere i primi missionari di famiglia in Sudafrica a memoria d'uomo. Questi missionari moderni hanno servito dal 1997 al 2004. Il Dr. Cannon è stato assistente amministrativo del defunto Vescovo Richard K. Thompson, che ha supervisionato il lavoro in Sudafrica, Zimbabwe e Swaziland.
La Chiesa AME Zion ha svolto attività missionarie nei Paesi di Nigeria, Liberia, Malawi, Mozambico, Angola, Costa d'Avorio e Ghana in Africa; Inghilterra, India e Giamaica, Saint Croix-Isole Vergini, Trinidad e Tobago nei Caraibi ed altri.

## Ecumenismo
Nel maggio 2012 la Chiesa Episcopale Metodista Africana Zion ha stipulato una piena comunione con la Chiesa Metodista Unita, la Chiesa episcopale metodista africana, la Chiesa Protestante Metodista Africana, la Chiesa Episcopale Metodista Cristiana e la Chiesa Episcopale Metodista Americana dell'Unione, in cui queste chiese hanno concordato di "riconoscere le rispettive chiese, condividere i sacramenti e affermare il clero e i ministeri".
La Chiesa AME Zion è in trattative da molti anni per fondersi con la Chiesa Cristiana Metodista Episcopale (CME) in una Chiesa Cristiana Metodista Episcopale Zion dal nome provvisorio, con oltre 2 milioni di membri. Il piano iniziale prevedeva l'unificazione entro il 2004. La Chiesa AME Zion è molto simile nella dottrina e nella pratica alla Chiesa CME e alla Chiesa AME.

## Clero e membri di rilievo
- Vescovo John Wesley Alstork[24]
- Vescovo George Lincoln Blackwell[25]
- Marie L. Clinton[26]
- John C. Dancy[25]
- Eliza Ann Gardner[27]
- Vescovo Mildred "Bonnie" Hines[28]
- Vescovo James Walker Hood[25]
- Vescovo Singleton T. Jones[25]
- Henry Moxley[29]
- Vescovo Stephen Gill Spottswood[30]
- Harriet Tubman[25]
- Vescovo Alexander Walters[25]